# Paraphnaeus
Paraphnaeus är ett släkte av fjärilar. Paraphnaeus ingår i familjen juvelvingar.
Kladogram enligt Catalogue of Life:
| Paraphnaeus | \| \| Paraphnaeus drucei \| \| \| \| \| \| Paraphnaeus hutchinsonii \| \| \| \| \| \| Paraphnaeus zanzibarensis \| \| \| \| |
|             | \| \| Paraphnaeus drucei \| \| \| \| \| \| Paraphnaeus hutchinsonii \| \| \| \| \| \| Paraphnaeus zanzibarensis \| \| \| \| |
|             | Paraphnaeus drucei |
|             | |
|             | Paraphnaeus hutchinsonii |
|             | |
|             | Paraphnaeus zanzibarensis                                                                                                   |
|             | |